# Brady Christensen
Brady Christensen (geboren am 27. September 1996 in Bountiful, Utah) ist ein US-amerikanischer American-Football-Spieler auf der Position des Offensive Tackles. Er spielt für die Carolina Panthers in der National Football League. Zuvor spielte er College Football für BYU und wurde von den Carolina Panthers in der dritten Runde im NFL Draft 2021 ausgewählt.

## Frühe Jahre
Christensen wuchs in Bountiful, Utah auf und besuchte die Bountiful High School. Er wurde als Zwei-Sterne-Rekrut ausgezeichnet und entschied sich ursprünglich, für die Air Force Academy College Football zu spielen. Danach entschied er sich um und legte er sich für BYU fest. Von 2015 bis 2016, nach dem Abschluss der Highschool und vor dem Anfang des Studiums an der Brigham Young University, ging er auf eine Latter-Day Saint Mission in Hamilton, Neuseeland.

## College
Christensen nahm in seinem ersten Jahr nach dem Abschluss seiner Mission ein Redshirt, um ein Jahr länger die Spielberechtigung zu erhalten. In seiner Redshirt Freshman Saison wurde er der Starter auf der Position des Left Tackles und spielte jedes Spiel in den nächsten zwei Jahren. Für die Saison 2020 wurde er als Consensus All-American ausgezeichnet. Nach der Saison verkündete er, dass er auf sein letztes Jahr der Spielberechtigung verzichten und sich für den NFL Draft 2021 anmelden werde.

## NFL
Christensen wurde in der dritten Runde mit dem 70. Pick im NFL Draft 2021 von den Carolina Panthers ausgewählt. Am 24. Juni 2021 unterschrieb er einen Vierjahresvertrag.
Während der Saison 2021 startete er in insgesamt sechs Spielen, dabei spielte er sowohl als Guard als auch als Tackle in insgesamt 41 % aller offensiven Snaps.